# Årets museum (Norge)

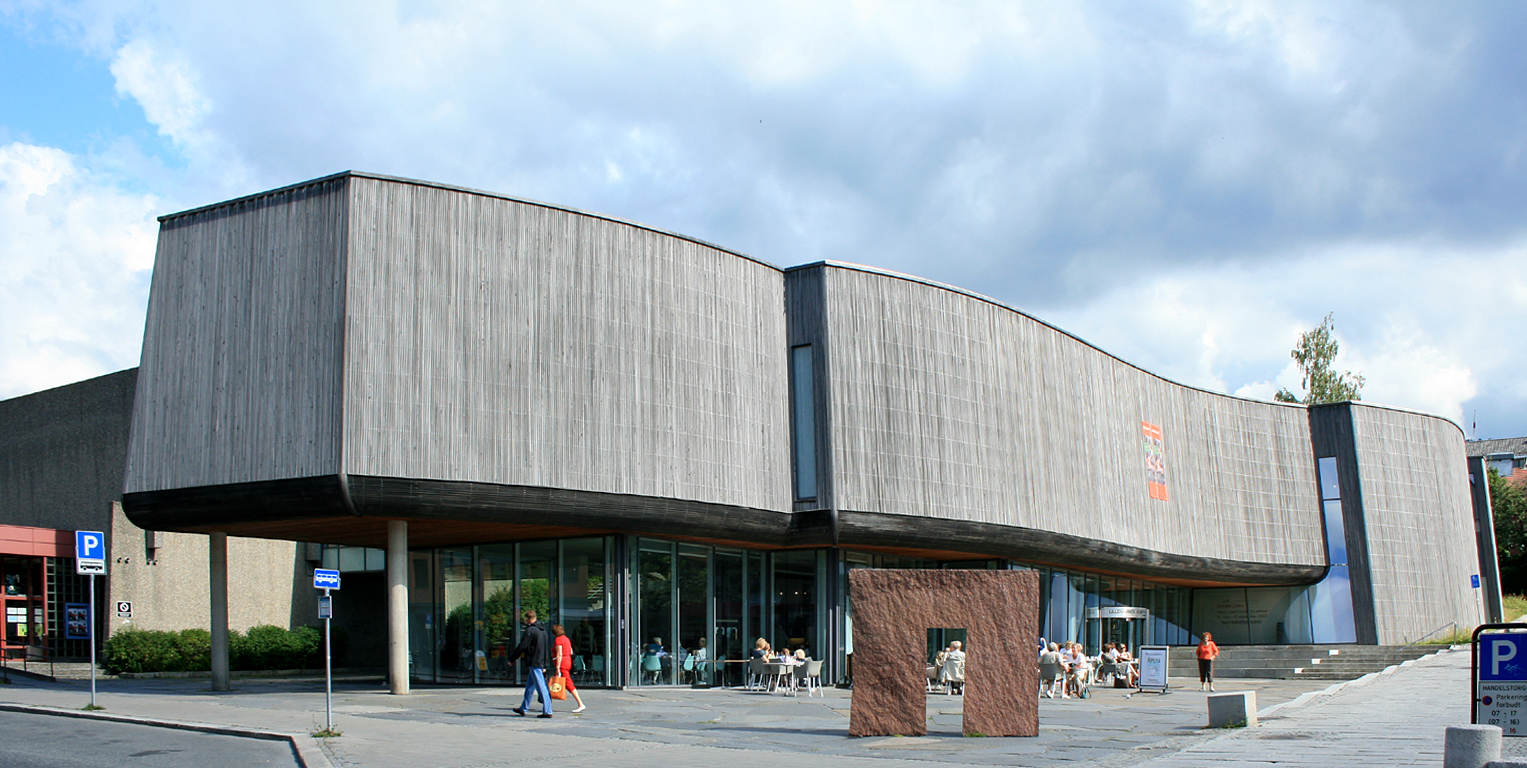
Lillehammer Kunstmuseum utsågs till årets museum 2008

Årets museum är ett norskt pris som delas ut årligen av Norges museumsforbund till ett museum som har gjort sig positivt bemärkt under det gångna året. 

## Pristagare
- 1993 Alta Museum
- 1997 Woxengs samlingar
- 1998 Erkebispegården
- 1999 Ryfylkemuseet
- 2000 Norsk Folkemuseum
- 2001 Agder naturmuseum og botaniske hage
- 2002 Norsk Skogmuseum
- 2004 Midt-Troms Museum
- 2005 Trøndelag Folkemuseum
- 2006 Internasjonalt Kultursenter og Museum i Oslo[1]
- 2007 Museumssenteret i Salhus, Salhus i Åsane, Bergens kommun
- 2008 Lillehammer Kunstmuseum
- 2009 Jærmuseet
- 2010 Vitenskapsmuseet i Trondheim
- 2011 Norsk Teknisk Museum
- 2012 Vest-Telemark Museum
- 2013 Popsenteret
- 2014 KODE, kunstmuseene i Bergen[2]
- 2015 Nynorsk kultursentrum [3]
- 2016 Vest-Agder-museet IKS [4]
- 2017 Nordnorsk Kunstmuseum[5]
- 2018 Blaafarveværket[6]
- 2019 Oslo Museum
- 2020 Inget pris utdelat[7]
- 2021 Universitetsmuseet i Bergen[7]
- 2022 Valdresmusea[8]